# Sollefteå (đô thị)
Đô thị Sollefteå (Sollefteå kommun) là một đô thị ở hạt Västernorrland của Thụy Điển. Thủ phủ là Sollefteå.
Thành phố Sollefteå cũ (thành lập) đã được sáp nhập với các đô thị xung quanh vào năm 1974 để lập đô thị hiện nya. Đô thị này bao gồm 13 đơn vị gốc. Đô thị này có nhiều rừng, sông Ångerman và chi lưu Faxälven và Fjällsjöälven chảy qua đô thị này.

## Các đơn vị dân cư trực thuộc
- Forsmo
- Junsele
- Långsele
- Näsåker
- Ramsele
- Sollefteå (thủ phủ)
- Österforse

## Thành phố kết nghĩa
Các đô thị kết nghĩa sau đệ nhị thế chiến:
- Steinkjer, Na Uy
- Hammel, Đan Mạch
- Nykarleby, Phần Lan

Những thành phố kết nghĩa thập kỷ gần đây:
- Poltsamaa, Estonia
- Esashi, Nhật Bản
- Madison, MS, USA
- Rudniki, Ban Lan